# Rotschwanzguan
Der Rotschwanzguan, jetzt Rotsteißguan (Ortalis ruficauda) ist ein Vertreter aus der Ordnung der Hühnervögel der Neotropis und ist allgemein bekannt für seine markanten durchdringenden Rufe, obgleich er in der Wipfelregion der Urwälder kaum gesehen wird.

## Aussehen
Die Vögel werden meist 53 bis 58 Zentimeter lang, die Weibchen wiegen etwa 540 g und die etwas größeren Männchen 640 g. Sie tragen ein braunes Federkleid, welches am Bauch etwas heller ist. Der Kopf ist grau bis schwarz, der Schnabel silbern gefärbt und der Schwanz läuft in einer rötlich-braunen bis weißen Spitze aus. Als auffälliges Merkmal besitzen die Vögel einen roten Hautlappen unter dem Schnabel.

## Lebensweise
Die Tiere leben sozial, oft im Familienverband oder kleinen Gruppen. Diese Vögel fallen im Urwald, wo sie die oberen Etagen der Baumriesen bewohnen, meist durch ihre grellen, lauten Rufe auf, die besonders häufig in den Morgenstunden erschallen. Sie bevorzugen Bäume mit einer Wuchshöhe über 6 Meter. Zu ihrer Nahrung zählen Früchte, Samen, Blätter und andere Pflanzentriebe, zu denen sie oft auf den Ästen gehend gelangen.

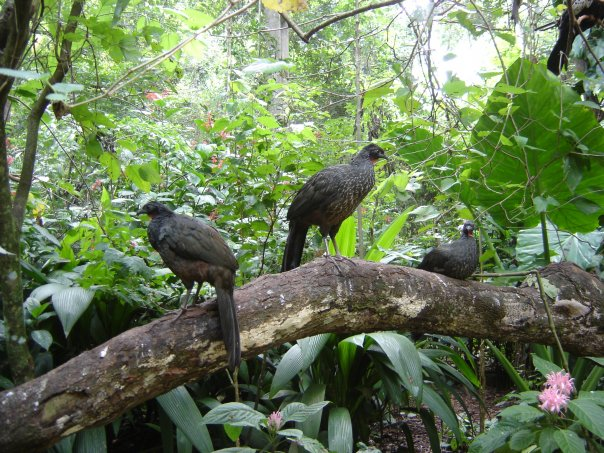
Rotschwanzguane im Bundesstaat Miranda in Venezuela

### Fortpflanzung
Das offene Nest wird aus Gras, Zweigen und Blättern in Bäumen oder Büschen angelegt. Das Weibchen, welches bis zu drei weiße Eier legt, übernimmt das Brutgeschäft.

## Verbreitung
Der Rotschwanzguan bewohnt primär die Ur- und Sekundärwälder in Nord- und Zentral-Venezuela, in Nordost-Kolumbien und die Westindischen Inseln.

## Gefährdung
Aufgrund ihrer weiten Verbreitung und ihrem Vorkommen auch in vom Menschen veränderter Umgebung wird die Art von der IUCN als nicht gefährdet (Least Concern) eingestuft. Allerdings schrumpft ihr Habitat durch Rodungen erheblich, außerdem werden die Vögel bejagt.

## Besonderheiten
Der Rotschwanzguan ist neben dem Scharlachsichler einer der beiden Nationalvögel Trinidad und Tobagos und ist auch auf dem Wappen des Inselstaates abgebildet.
In Venezuela trägt der Vogel den Namen Guacharaca, benannt nach dem lauten Schrei der Vögel. Das gleichnamige südamerikanische Musikinstrument soll die Lautäußerungen dieser Vogelart imitieren.